# Таки (Soulcalibur)
Таки (яп. タキ) — персонаж, созданный для Soul, серии файтингов и дебютировавший в первой игре этой серии, Soul Edge.

## Описание персонажа
Таки — это женщина-ниндзя в этих играх, отличается ловкостью, скоростью движений и ударов. Она также узнаваема из-за своих многочисленных акробатических движений, гротескно выглядящих навыков ниндзюцу, использования основанных на магии неблокируемых атак и чрезмерно большой груди.
Во вселенной игры, согласно Режиму Мастера Клинка в Soul Edge, Таки — японка, сирота выращенная в клане ниндзя Фу-Ма, под опекой его главы, Токи. Она — способный боец как в рукопашном бою так и в бою с оружием, а также состоявшийся охотник на демонов, шпион и кузнец. Будучи одной из всего трёх персонажей, никогда не исключавшихся не из одной из этих игр, хоть аркад хоть консольных версий, она стала одним из основных персонажей серии.

## Происхождение
Таки появилась как одна из восьми начальных персонажей аркады Soul Edge и осталась таковой в успешной модернизации Soul Edge: Version II и порте для PSX, получая лёгкие игровые улучшения по ходу. Её внутриигровая история в Режиме Мастера Клинка рассказывает, что после трудного боя против демона, населявшего храм, она обнаружила, что её любимое оружие, магический ниндзято, названный ей Рэккимару, был значительно ослаблен. Выяснив, что причиной является «Soul Edge», Таки решает отправиться на запад, чтобы спасти свой драгоценный меч, а также чтобы выследить «Soul Edge».
Таки вернулась как начальный персонаж в Soul Calibur и на игровых автоматах и на их порте на Dreamcast. Её стиль претерпел существенные изменения: изначально пользуясь одним оружием, здесь ей дали второй ниндзя-то, изменив её стиль на «владение двумя оружиями». Кроме модернизации её игрового стиля, её история также значительно конкретизировалась.
Вступительная часть рассказывает, как Таки противостояла основному злодею Острия Души, Сервантес, и заполучила фрагмент разбитого меча. В процессе она также спасла другого персонажа, Софитию, которая разбила меньшее Остриё Души. Её внутриигровой биографический очерк рассказывает как она безуспешно пытается соединить фрагмент со своим Рэккимару. Но когда она сплавляет его с другим своим оружием, Мэккимару, то начинает излучать мощную злую ауру.
Чтобы уничтожить это новое злое оружие, Таки пытается противопоставить его Острию Души, надеясь, что оружия уничтожат самих себя.
Но сведения, опубликованные на официальном сайте, углубляют нас в предысторию её нового оружия, Мэккимару, и как она его заполучила. Начинается всё с раскрытия лидером Токи, что предыдущий лидер Фу-Ма, Хатибэй похитил таинственный меч и сбежал. Стал нукэнин (беглецом). Ей приказано убить его с его дочерью Тиэ, друга детства для Таки и вернуть клинок. С помощью её разведывательной сети Таки быстро находит Хатибэя, и ей сообщают о помешательстве Токи силами клинка. Хатибэй побуждает её, не давать Токи возможности завладеть Мэккимару, и даёт Таки кодати (короткий меч). Таки затем делает ложный доклад Токи, отсылая его силы в погоню за Ли Луном, возлюбленным Тиэ, под предлогом, что у того находится Мэккимару после убийства Хатибэя и Тиэ. Но ложь Таки раскрывает правая рука Токи, ниндзя, известный как Гэнки. Выживая после этого, Таки сама становится нукэнин, и, преследуемая прежними союзниками, пытается уничтожить Мэккимару.
Таки возвращается как начальный персонаж в сиквеле игры, Soul Calibur II. По большей части без видимых изменений. Это знаменует первый случай, где она появляется без маски. Её биография гласит, что, узнав об уничтожении Острия Души группой воинов, она решает приручить злобный кодати. Четыре года спустя несколько ниндзя Фу-Ма безуспешно пытаются схватить её. Таки выясняет, что они несут фрагменты Острия Души, осознаёт, что у Токи их ещё много и он искал её, чтобы собрать информацию. Она решила держать Остриё Души и Мэккимару подальше от Токи, но также начала волноваться за него.
Таки появилась в новой части саги, Soul Calibur III с минимальными изменениями как внешне, так и в стиле игры, самые распространённые её атаки основаны на магии. Также её стиль игры становится доступен в Создании Персонажа персонажам с настройками «Ниндзя». История перекочевала из предыдущей биографии, показывая нам, как Таки решила вернуться обратно в Японию. Узнав, что деревню Фу-Ма раздирают конфликты из-за сумасшествия Токи, Таки связалась с повстанцами Фу-Ма и узнала о местонахождении Токи в Великом Буддистском Храме.
Пробравшись туда, Таки предстаёт перед Токи, который недавно поглотил Они (злых) духов в храме. Таки побеждает своего господина техниками, которым он обучил её, но затем духи, обитающие внутри него, выходят наружу и устремляются на запад. Зная, что они направляются к Острию Души, и что присутствие меча было достаточно слабым, чтобы можно было его уничтожить, Таки тотчас же собирается в путь к Острию Души.
Таки возвращается в Soul Calibur IV в своём 3-м костюме из Soul Calibur III с минимумом изменений в дизайне.

## Оружие
— Рэкки-Мару
Изначальное оружие Таки из Soul Edge и одно из немногих оружий, что не были заменены в последующих играх. Игра относит Рэккимару к ниндзято (меч ниндзя). В соответствии с сведениями из Soulcalibur, Рэккимару — оружие, предпочитаемое Таки. Она сделала его самостоятельно и напитала его клинок мистическими силами.
— Мэкки-Мару
Вторичное оружие Таки, добавленное в Soul Calibur как её новый стиль «владения двумя оружиями». Мэккимару — нижний клинок на спине Таки и во время игры используется реже, чем Рэккимару. Хотя Таки использует одно оружие в Soul Edge, Мэккимару можно найти в её Режиме Мастера Клинка как одно из открываемых оружий. В соответствии с Текстовым Приключением Таки мини-игра, Мэкки-Мару, видимо, был собственностью клана Ёсимицу, Мандзи прекратившим своё существование.

## Арены
— Храм Пойманных Демонов
Арена Таки в Soul Edge. Уровент состоит из арены, расположенной в обширном бамбуковом лесу, с храмом на одном из её углов, в котором по сюжету Таки запечатывала опасных духов и демонов. Хотя он никогда не возвращался как место действия, он упомянут в профиле Таки в Soulcalibur как место, где она была поймана Гэнки, «правой рукой» Токи.
— Храм Хоко
Сцена Таки в Soul Calibur. Это большая круглая деревянная арена, окружённая знаками и статуями Буддистской тематики. Сведения о нём говорят, что он был сооружён в Киото в 17 году Тэнсё (1589) по предложению Хидэёси Тоётоми. Храм официально был воздвигнут, чтобы молиться о мире и стабильности нации. Определено что храм испорчен из-за материала, использованного при его постройке: Тоётоми использовал древние кедры и использовал переплавленные конфискованные мечи при изготовлении статуи Будды. Уничтожение старых кедров было равносильно убийству древней жизненной силы. Вдобавок кровь жертв, убитых переплавленным оружием, прокляла железо.
— Замок Каминои — Врата Сакура-Даи
Сцена Таки в Soul Calibur II, которая состоит из руин древней крепости, расположенных рядом с горным плато. Эту арнеу Таки ни с кем не делит, но она используется Мицуруги и Хэйхати, присутствующим только на PlayStation 2, для Демонстрации Оружия. Сцена покрыта прекрасными лепестками цветов сакуры. Описание указывает, что замок был покинут новым правительством объединённой Японии, которое посчитало, что более доступное место будет лучшим местом для столицы. Также сказано, что место считается населённым духами, так что никто к нему не подходит.
— Подземное Убежище Буддистов
Сцена Таки в Soul Calibur III, Убежище расположено под Храмом Хоко. Это большая округлая деревянная арена, окружённая множеством переплетённых статуй Будды. В её центре гигантский Будда наблюдает за боем. Это то место, где произошла битва Таки против Токи.

## Namco × Capcom
В 2005 году Таки появилась в кроссовер игре Namco x Capcom. Таки, вместе с Мицуруги, появляется как игровой персонаж. Она в конечном счёте дерётся с Вайей Химе, принцессой и боссом из видеоигры Bravoman, и объединяется с протагонистами из файтингов, такими как Дзин Кадзама (из серии игр Tekken) и Рю (из игр Street Fighter). Вдобавок, третий костюм Таки в Soul Calibur II был сделан по костюму Вайи.

## Появление в серии
- Soul Edge
- 'Soul Edge: Version II / Soul Blade'
- Soul Calibur
- Soul Calibur II
- Soul Calibur III
- Soulcalibur III: Arcade Edition
- Soul Calibur Legends
- Soul Calibur IV